# Campylium treleasei
Campylium treleasei là một loài rêu trong họ Amblystegiaceae. Loài này được Renauld Broth. mô tả khoa học đầu tiên năm 1908.